# عیون التواریخ
 عیون التواریخ، نوشتهٔ محمد بن شاکر کُتُبی مورخ و ادیب دمشقی است که تاریخ عمومی اسلام را با عنوان  عیون التواریخ مشتمل بر حوادث اسلام از سیرهٔ نبوی، نسب و ولادت پیامبر اسلام، محمد تا سال ۷۶۰ ق به صورت سال‌شمار نوشت و در ذیل هر سال، وفیات، سرگذشت مشاهیر و علما، متصوفه و گزیده‌ای از اشعار ادیبان را آورد. ابن‌شاکر، مطالب فراوانی از الکامل ابن‌اثیر و منابع دیگر نقل کرده‌است و بخش مربوط به جنگ‌های صلیبی کتاب وی، تکرار داده‌های تاریخی مورخان پیشین است.